# Hellada
Hellada (gr. Ελλάδα, Elláda, a także Ελλάς, Ellás) – ogólna nazwa starożytnej Grecji. Pierwotnie tą nazwą określano ziemie na południu Tesalii, zamieszkane przez plemię Hellenów. Mianem Hellenów zaczęto określać w czasach pohomeryckich wszystkich Greków, a Helladą zasiedlane przez nich ziemie.
Określenie helleński bywa czasem stosowane w języku polskim także w odniesieniu do Grecji nowożytnej. Jest to możliwe w sytuacjach, gdy kontekst wskazuje na stylizację lub świadome kreowanie wizerunku poprzez nawiązanie do antycznych tradycji. W odniesieniu do współczesnej Grecji w języku polskim stosowana była dawniej także nazwa Hellas.
W języku nowogreckim nazwa Elláda odnosi się głównie do współczesnego państwa greckiego. Dla odróżnienia czasów starożytnych w nowogreckim używa się określenia Αρχαία Ελλάδα (trb. Archea Ellada – „starożytna Grecja”). Przymiotnik „helleński” i określenie „hellenizm” w znaczeniach nowożytnych mogą być jednak też stosowane dla opisu zjawisk (w tym współczesnych nam), silnie związanych z grecką kulturą, tradycją lub narodowością, mimo braku ich związku z grecką państwowością lub historycznie greckim obszarem geograficznym. 
We współczesnej polszczyźnie spotykanym niekiedy nieporozumieniem jest stosowanie terminu „helleński” w odniesieniu do epoki hellenistycznej, gdyż wyznacza to dwie zupełnie różne cezury czasowe.